# Binnenstad (Leiden)
De Leidse binnenstad, het centrum van de Nederlandse stad Leiden, is het gebied binnen de singels dat in de 17e eeuw zijn huidige omvang bereikte.
Beginnend bij het Galgewater ten westen van de binnenstad zijn dit met de klok mee de volgende singels: de Morssingel, de Rijnsburgersingel, de Maresingel, de Herensingel, de Zijlsingel, de Zoeterwoudsesingel en de Witte Singel.
Het historisch en geografisch middelpunt van de Leidse binnenstad wordt gevormd door de plek waar de Oude en de Nieuwe Rijn samenvloeien. Op deze strategische locatie is in de middeleeuwen een heuvel opgeworpen met daarop de Leidse Burcht.
Het gebied binnen de singels heeft de status van beschermd stadsgezicht.

## Buurten in de binnenstad
De binnenstad is administratief opgedeeld in twee districten: Binnenstad zuid en Binnenstad noord.
Binnenstad zuid is het historische centrum van de stad en bestaat uit Pieterswijk, Academiewijk, Levendaal-west en Levendaal-oost. De Binnenstad noord omvat het noordelijke deel van de Leidse binnenstad. Het bestaat uit de wijken De Camp, Marewijk, Pancras-west, Pancras-oost, D'Oude Morsch, Noordvest, Havenwijk-noord, Havenwijk-zuid, Molenbuurt en De Waard.